# Guillermo Falasca
Guillermo Falasca Fernández (ur. 24 października 1977 w Mendozie, Argentyna) – siatkarz reprezentacji Hiszpanii, grający na pozycji atakującego. 
W wieku 10 lat przeprowadził się z rodziną z Argentyny do Hiszpanii, dokładnie do Malagi.
Jego bratem jest siatkarz Miguel Ángel Falasca. Wraz z reprezentacją Hiszpanii zdobyli złoty medal na mistrzostwach Europy w 2007 roku rozgrywanych w Rosji, po dramatycznym meczu z reprezentacją Rosji wygranym przez Hiszpanię 3:2. 
Jego narzeczoną jest Polka o imieniu Aleksandra. Ma dwie córki, które mają na imię Alessia i Martina. Jego dziadkowie ze strony ojca są Włochami.

## Sukcesy zawodnicze

### klubowe
Puchar Top Teams:
- 2002

Liga belgijska:
- 2002, 2003

Liga hiszpańska:
- 2007

Liga włoska:
- 2009

### reprezentacyjne
Liga Europejska:
- 2007
- 2005

Mistrzostwa Europy:
- 2007

## Sukcesy trenerskie

### klubowe
Liga hiszpańska:
- 2017

Puchar Challenge:
- 2022[6]

## Nagrody indywidualne
- 2003: Najlepszy punktujący i serwujący Final Four Ligi Mistrzów
- 2007: MVP i najlepszy punktujący Ligi Europejskiej